# Dorotheos Proios

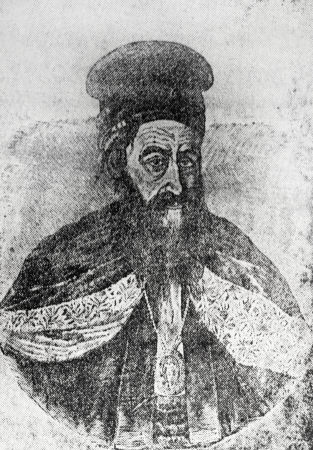
Dorotheos Proios (Bild von Manouil Gedeon)

Dorotheos Proios (griechisch Δωρόθεος Πρώιος, * 1765 auf Chios  als Dimitris Prois oder Progakis; † 1821 in Konstantinopel) war ein griechischer Theologe, Schriftsteller, Mathematiker, Lehrer und Metropolit. Er war zwischen 1804 und 1807 Schulleiter der Großen Schule der Nation in Konstantinopel.

## Leben und Wirken
Proios studierte zwischen 1786 und 1793 die Fächer Philosophie und Physik an den Universitäten von Pisa, Florenz und Paris. Anschließend kehrte er in seine Heimat zurück, wo er bis 1796 an der dortigen Schule unterrichtete, bis er in Konstantinopel und Bukarest wirkte.
1804 gründete Dimitrios Mourouzis die Patriarchale Schule von Xirokrini und Proios wurde mit deren Leitung betraut. Über einen Zeitraum von drei Jahren gelang es Proios, eine große Anzahl neuer Studenten anzuziehen und neue Unterrichtsmethoden zu etablieren. Er lehrte Physik, Mathematik, Geometrie, Philosophie und Logik. Er organisierte auch die Bibliothek der Schule sowie die Sammlung von Unterrichtsmaterialien für Fächer wie Geographie, Physik und Chemie. Proios blieb verantwortlich für die Schule bis 1807, als er zum Metropoliten von Philadelphia in Kleinasien gewählt wurde.
1813 wurde er auf Beschluss des Ökumenischen Patriarchats in die Diözese Adrianopel versetzt, wo er das Gymnasium der Stadt neu organisierte.
Sein schriftliches Werk umfasst hauptsächlich Schulbücher, während er 1819 auch an der Arche der griechischen Sprache von Nikolaus Logades mitwirkte.

### Haft
Mit Beginn der Revolution in der Walachei bat der Sultan sieben Hohepriester als Bürgen, darunter Dorotheos. Daraufhin nahmen ihn die osmanischen Behörden fest und sperrten ihn zusammen mit den ebenfalls verhafteten Bischöfen in den Gefängnissen von Bostancı in Konstantinopel ein.

## Werke (Auswahl)
- Arithmetik
- Geometrie nach Formen
- Arithmetik des Sophotatus
- Zusammenfassung der Kegelschnitte
- Nikiforou Theotokis, Arithmetik
- Geometrie
- Elemente der Algebra aus dem neuen Jahr
- Logik
- Geometriebücher A'-IB'
- Die Sätze von Archimedes
- Theoreme von Archimedes, aus der lateinischen Sprache übersetzt von Dorotheos Proiou Chios.
- Analytische Arbeit von Abba Caillous
- Über unbestimmte Probleme ersten Grades
- Einige algebraische Methoden
- Verschiedene Arten von arithmetischen Operationen
- Naturabhandlungen von Korydaleos
- Theorien und grammatikalische Beobachtungen über Teilchen
- Arithmetik und Geometrie.
- Spätere Elemente der Algebra
- Elemente der Algebra
- Elemente der Arithmetik und Algebra